# الشفا بتعريف حقوق المصطفى
الشفا بتعريف حقوق المصطفى، كتاب في شمائل النبي محمد، كتبه القاضي عياض موسى اليحصبي السبتي (476هـ - 544هـ)،، ويُعدّ من أحسن الكتب المعرّفة بالنبي محمد، قال فيه أهل العلم : «لولا الشفا لما عُرف المصطفى»، وقد اعتاد بعض علماء موريتانيا قراءته في شهر ربيع الأول في مجالسهم.
قسمه مؤلفه إلى أربعة أقسام: الأول في تعظيم قدر النبي قولًا وفعلًا، والثاني فيما يجب على العباد من حقوقه عليه، والثالث فيما يستحيل في حقه، وما يجوز، وما يمتنع، وما يصح، والرابع في تصرف وجوه الأحكام على من تَنَقَّصه أو سَبَّه.و هو كتاب موسوعي ، ويُعتبر من أروع الكتب التي عرّفت النبي محمد صلى الله عليه وسلم وصفاته وحقوقه وفضائله. حظي الكتاب بمكانة علمية وروحية كبيرة في مختلف أنحاء العالم الإسلامي، 

## المؤلف وسياقه التاريخي
وُلد القاضي عياض في سبتة سنة 476هـ، ونشأ في بيئة علمية تضم كبار علماء المغرب والأندلس. تلقى العلم عن شيوخ مرموقين كأبي عبد الله الميورقي وابن رشد الجد. تولى مناصب القضاء في المغرب، وكان معروفًا بعدله وورعه وغيرةه على العقيدة والسنة. عاش في فترة اتسمت بالصراعات السياسية والتحولات الدينية، خصوصًا في ظل حكم المرابطين والموحدين، مما دفعه لكتابة كتابه دفاعًا عن مقام النبي صلى الله عليه وسلم وحمايته من الهجوم الفكري والاجتماعي.

## بنية الكتاب ومحتواه
قسم القاضي عياض كتابه إلى أربعة أقسام رئيسية شاملة:

#### القسم الأول: تعظيم قدر النبي صلى الله عليه وسلم
في هذا القسم، يشرح المؤلف مكانة النبي صلى الله عليه وسلم في القرآن الكريم، مستشهداً بآيات عديدة تؤكد فضله، ويورد أحاديث نبوية شريفة من مصادر موثوقة كالترمذي والنسائي. كما يستعرض صفات النبي صلى الله عليه وسلم الجسدية والأخلاقية، مع التركيز على المعجزات التي حدثت في حياته، وخصوصياته التي ميزته عن باقي الأنبياء.

#### القسم الثاني: حقوق النبي صلى الله عليه وسلم على الأمة
يتناول هذا الجزء الحقوق التي يجب على المسلمين الالتزام بها، ومنها المحبة العميقة، والطاعة، والصلاة عليه، وتعظيمه في السر والعلن. ويُبيّن القاضي عياض أن هذه الحقوق ليست مجرد شعائر، بل هي جوهر الإيمان وركنه الأساسي.

#### القسم الثالث: الحدود العقدية في حق النبي صلى الله عليه وسلم
يتناول المسائل العقدية التي تحيط بالنبي صلى الله عليه وسلم، كمسألة العصمة، واستحالة الخطأ والكذب عليه، وأحكام ما يجوز وما لا يجوز من القول في حقه، استنادًا إلى عقيدة أهل السنة والجماعة. ويناقش أيضًا ما يتعلق بالأحاديث الضعيفة والموضوعة، وضرورة التثبت في النقل عنه.

#### القسم الرابع: الرد على من سب النبي صلى الله عليه وسلم
هذا القسم مكرس للدفاع عن النبي صلى الله عليه وسلم وردع كل من يحاول الطعن فيه أو السب، متخذًا من الفقه المالكي قاعدةً فقهيةً صارمةً في التعامل مع الطاعنين، مستشهداً بآيات قرآنية وأحاديث نبوية وأقوال العلماء، ويؤكد على العقوبة الشرعية للمتعرض للنبي صلى الله عليه وسلم بالسب أو الانتقاص.

## أهميته الدينية والعلمية
الكتاب الشفا بتعريف حقوق المصطفى للقاضي عياض يحتل مكانة بارزة في التراث الإسلامي كمرجع أساسي في معرفة صفات النبي محمد صلى الله عليه وسلم وحقوقه على الأمة. يتميز بدمجه بين العلوم العقدية، الفقهية، والأدبية، ما جعله مرجعًا جامعًا لا غنى عنه في الدراسات الإسلامية الكلاسيكية. كما لعب دورًا مهمًا في تعزيز الوعي العقائدي لدى المسلمين، خصوصًا في المشرق والمغرب، . ونظرًا لشموليته، اعتُبر الكتاب مصدرًا هامًا لدى علماء المالكية والصوفية، حيث يُستخدم في الدراسات العقدية والروحية. كما ساهمت شروحه المتعددة وتحققاته العلمية في تعميق الفهم وتيسير الحفظ، مما زاد من انتشار الكتاب وتأثيره عبر القرون. لذلك يُعد الشفا علامة فارقة في التأصيل العلمي للمعرفة النبوية، وجسرًا بين العلم والروحانية الإسلامية. وقد تعدَّى تأثير الشفا حدود المغرب إلى المشرق، حيث أخذ به علماء الأزهر واعتبروه من الكتب المعتمدة في دراسة العقيدة والشمائل. وفي موريتانيا، لا يزال يُقرأ في مجالس ربيع الأول، ويُنظم في شكل أراجيز لتسهيل الحفظ. كما يعد من أهم المراجع التي اعتمدتها الطرق الصوفية مثل التيجانية والقادرية.

## الشروح والتحقيقات
عرف الكتاب عناية خاصة من العلماء، حيث شُرح عدة مرات:
- نسيم الرياض في شرح شفاء القاضي عياض للخفاجي.[22]
- الزرقاني على الشفا لمحمد الزرقاني.[23]
- المنح السامية في شرح الشفا لعبد الله الغماري.[24]

وكانت هناك أيضًا اختصارات منها:
- مورد الظمآن لأحمد زروق.[25]
- شفا القلوب لعبد القادر الفاسي.[26]

تم تحقيق الكتاب عدة مرات مؤخرًا، ومن أشهر هذه التحقيقات طبعات دار الكتب العلمية ودار الفكر ودار ابن حزم.

## تأثيره في الثقافة الاسلامية
- في التصوف: اعتُبر الكتاب مرجعًا لدى التيجانيين والقادريين.[29]
- في الفقه: استُشهد به في كتب الفتاوى المالكية، مثل المدونة والبيان والتحصيل.[30]
- في الأدب: اقتبس منه شعراء المديح، مثل البوصيري وابن جابر الأندلسي.[31]

## تحقيقات نقدية ودراسات مقارنة
- تحقيق نصوص الشفا ومقارنة بين نسخ المخطوطات، د. محمد بن شريف، مركز تحقيق التراث، دار الحديث الحسنية، الرباط.[32]
- تحقيق ودراسة القسم الرابع من الشفا: فيمن تنقص الرسول، رسالة دكتوراه، كلية أصول الدين، جامعة الأزهر، القاهرة.[33]
- تحقيق منح الجليل في شرح الشفا الجليل، مرتضى الزبيدي، دار الفكر العربي، 3 مجلدات.[34]
- تراجم علماء المغرب من خلال شروح الشفا، ضمن أعمال ندوة "الشفا والقاضي عياض"، منشورات مؤسسة محمد السادس للعلماء.[35]